# Xianju
Xianju léase Sián-Chi (en chino simplificado, 仙居县; pinyin, Xiānjū xiàn) es un condado bajo la administración directa de la ciudad-prefectura de Taizhou. Se ubica en la provincia de Zhejiang, este de la República Popular China. Su área es de 2000 km² y su población total para 2010 fue más de 300 mil habitantes.

## Administración
El condado de Xianju se divide en 20 pueblos que se administran en 3 subdistritos, 7 poblados y 10 villas.

## Historia y toponimia
El condado fue fundado en el año 374 durante el tercer año del emperador Yonghe de la dinastía Jin del Este y se llamaba Lean (乐安) «vivir en paz», luego, se mejoran las técnicas para el control de inundaciones y en el año 930 pasó a llamarse Yongan (永安) «paz perpetua» con el augurio de una seguridad eterna. 
En el año 1007, durante la dinastía Song del norte, la ciudad vuelve a cambiar de nombre por el actual, y significa "la residencia de los inmortales". 
Se dice que este nombre proviene de una extraña leyenda mágica que según; en la dinastía Song del norte, había un hombre llamado Wang Wen (王温) que residía a las afueras de la ciudad, un día llegan a su puerta dos personas enfermas con llagas en los pies, Wang quiere prestarle ayuda y pregunta qué puede hacer por ellos, las dos personas respondieron que la forma para ayudarles era empapar con "vino nuevo" el cuerpo, casualmente la familia de Wang acababa de preparar vino en unos cilindros y Wang accedió felizmente para que esas personas entraran en los recipientes. Pasada la noche en el vino, esas personas se sanaron de forma milagrosa y su cuerpo radiaba luz, después de agradecer a Wang se marcharon, Wang decide analizar el vino y se fijó en su buen olor, toma de ese vino y pide a su familia que también lo beba, además se lo da a sus pollos y sus mascotas. Después de un tiempo, la familia Wang ascendió al cielo junto a los animales que bebieron el vino  y se convierten en dioses. El emperador al escuchar esta historia quedó fascinado y decide colocarle un nuevo nombre.